# Jornal de Notícias (Salvador)
O Jornal de Notícias foi um periódico brasileiro que circulou em Salvador, capital do estado da Bahia, de 1891 a 1898.
Foi fundado por Afrânio do Amaral e nele iniciou como humorista Aloísio de Carvalho, conhecido como Lulu Parola, que ali publicava a seção Cantando e Rindo, escrita em versos.
Segundo informa Júnia Meira, o escritor Lindolfo Rocha foi "grande colaborador do Jornal de Notícias e do Diário de Notícias (Salvador), ambos da cidade de Salvador, publicou neles, além das cartas e notas de viagem pelo sertão baiano, diversos contos, que pretendia publicar numa coletânea intitulada Livro de Contos".